# Вечерлей
Вечерлей — село в Атяшевском районе Мордовии. Входит в состав Киржеманского сельского поселения.

## География
Расположено на речке Вечерлей (Вачорлей; название-гидроним), в 13 км от районного центра и железнодорожной станции Атяшево.

## История
Основано на месте старого мордовского поселения Ардатов в конце 17 в. По Генеральному межеванию 1785 г., Вечерлей (58 дворов) — владение помещицы А. Н. Акинфеевой, в 1-й половине 19 в. — помещиков Лужиных. По сведениям 1910—1911 гг., в Вечерлее имелись церковь (1765), земская больница и школа, проводились базары. Крестьяне владели 5 мельницами, 2 маслобойками, крупорушкой. В 1930 году в селе было 250 дворов (1397 чел.); организован колхоз «Волна революции», в 1940 г. — укрупнённый им. Жданова, с конца 1950-х гг. — им. Дзержинского; с 1997 г. — СХПК «Вечерлейский». В 1989 году была проложена асфальтированная дорога, в 1999 году завершена газификация. В селе имеются средняя школа, фельдшерско-акушерский пункт, Дом культуры, библиотека, магазины, хлебопекарня. Вечерлей — родина Героя Социалистического Труда А. С. Гаврилова, учёного-экономиста М. М. Гудова. В Вечерлейскую сельскую администрацию входят с. Ахматово (263 чел.; родина ветеранов Великой Отечественной войны полковников: КГБ — М. Н. Малофеева, МВД — И. Д. Малофеева, контр-адмирала Н. И. Тюгаева, бывшего партийно-советского работника А. М. Спиридонова) и Дады (30; родина Героя Советского Союза И. Г. Едунова), д. Пичинейка (30 чел.).

## Население
| 2002 | 2010 |
| ---- | ---- |
| 454  | ↘404 |

Национальный состав
Согласно результатам Всероссийской переписи населения 2002 года, в национальной структуре населения русские составляли 86 %.

## Источник
- Энциклопедия Мордовия, И. С. Марискин, О. И. Марискин.